# Rezerwat przyrody Bukowskie Bagno
Rezerwat przyrody Bukowskie Bagno – torfowiskowy rezerwat przyrody położony na terenie gminy Człopa w powiecie wałeckim (województwo zachodniopomorskie).
Obszar chroniony utworzony został 22 października 2009 r. na podstawie Zarządzenia Nr 55/2009 Regionalnego Dyrektora Ochrony Środowiska w Szczecinie z dnia 15 września 2009 r. w sprawie uznania za rezerwat przyrody „Bukowskie Bagno” (Dz. Urz. Woj. Zach. 2009 r. Nr 68, poz. 1858).

## Położenie
Rezerwat ma 22,41 ha powierzchni (akt powołujący podawał 21,99 ha), w całości pod ochroną ścisłą. Obejmuje on tereny nadleśnictwa Tuczno (wydzielenia leśne 737a, b, c, f, h, ~a, ~g, 737d, 737i, 738b, c, ~h), co odpowiada obrębowi ewidencyjnemu Mielęcin (części działek ewidencyjnych nr 8239 oraz 8240/1). Znajduje się w granicach Obszaru Chronionego Krajobrazu Puszcza nad Drawą oraz dwóch obszarów Natura 2000: specjalnego obszaru ochrony siedlisk „Uroczyska Puszczy Drawskiej” PLH320046 i obszaru specjalnej ochrony ptaków „Lasy Puszczy nad Drawą” PLB320016. Rezerwat jest położony w rozległym kompleksie leśnym pomiędzy Wołowymi Lasami a Niekurskiem. Najbliższą miejscowością jest Trzcinno (ok. 1,5 km na wschód).

## Charakterystyka
Celem ochrony rezerwatowej jest „zachowanie kompleksu mechowisk źródliskowych i torfowisk mszarnych z rzadką fauną i florą, w tym stanowisk reliktowych gatunków mszaków (Helodium blandowii, Paludella squarrosa, Tomenthypnum nitens) oraz rzadkich storczyków (Liparis loeselii i Epipactis palustris), a także ochrona reliktowego jeziora ramienicowego Bukowo Małe oraz kompleksu starodrzewi dębowych, bukowych i grabowych w zlewni torfowiska”. Występują tu siedliska wymagające ochrony w ramach programu Natura 2000: twardowodne oligo-i mezotroficzne łąki trzęślicowe Molinion (6410), torfowiska przejściowe i trzęsawiska (7140), torfowiska alkaliczne z roślinnością Caricion davalianeae (7230), kwaśne buczyny Luzulo-Fagenion (9110), lasy dębowo-grabowe Galio-Carpinetum (9170) oraz lasy bagienne (91D0).
Rezerwat obejmuje leżące w centralnej części jezioro reliktowe Bukowo Małe z dnem porośniętym łąkami ramienicowymi, a także otaczające go lasy olszynowe i trzcinowiska, a w większej części mszar torfowiskowy. Na mapie z 1880 na tym terenie istniały jeszcze trzy reliktowe jeziorka, zanikłe prawdopodobnie na skutek działalności człowieka. Północna część rezerwatu jest ukształtowana przez bobry, które budując tamy stworzyły mokradła porośnięte olsem, zaś część zachodnią porastają lasy z buczyną, dąbrowami i grądami. Wśród torfowisk poza wymienionymi wcześniej gatunkami występuje również pływacz mniejszy, a we fragmencie z torfowiskiem wysokim także bagno zwyczajne i wełnianka pochwowata. Wśród fauny spotykana jest rzadka stonka długostopka.